# تئاتر رویال کورت
تئاتر رویال کورت (انگلیسی: Royal Court Theatre) یک تئاتر در لندن، انگلستان است.
این تئاتر که در سال ۱۸۷۰ میلادی ساخته شده در میدان اسلون در منطقه سلطنتی کنزینگتون و چلسی قرار دارد. ظرفیت رویال کورت در طبقه پایین ۳۸۰ نفر و در طبقه بالا ۸۵ نفر است.